# Der begossene Gärtner
Der begossene Gärtner (auch bekannt als Der begossene Rasensprenger; französischer Originaltitel: L’Arroseur arrosé) ist ein französischer Kurzfilm aus dem Jahr 1895. Er zählt zu den zehn Filmen der Filmpioniere Auguste und Louis Lumière, die bei der ersten öffentlichen Präsentation ihres Cinématographe am 28. Dezember 1895 im Pariser Salon Indien du Grand Café vorgeführt wurden.
Der rund 50 Sekunden lange Streifen gilt als der erste inszenierte Spielfilm der Geschichte; die auf visuellem Humor aufbauende Handlung nahm die Entwicklung der Slapstickkomödie vorweg, führte aber auch das Element der Suspense im neuen Medium Film ein. Der begossene Gärtner wurde in den Anfangsjahren der Filmgeschichte häufig kopiert, daneben war der Film Vorbild für eine Vielzahl von Werken mit ähnlichen Gags. Heute zählt Der begossene Gärtner zu den bekanntesten Werken der frühen Filmgeschichte, auch wenn die Verfilmung eines fiktionalen Stoffes lange als untypisch für das Schaffen der Brüder Lumière galt.

## Handlung
Ein Gärtner gießt Gartenbeete mit einem Wasserschlauch. Von ihm unbemerkt schleicht sich ein Junge heran, der auf den Schlauch tritt. Als daraufhin die Wasserzufuhr versiegt, inspiziert der Gärtner den Schlauch. In diesem Moment hebt der Junge seinen Fuß, das Wasser fließt wieder und der Gärtner wird von dem Wasserschwall ins Gesicht getroffen. Lachend versucht der Junge wegzulaufen, doch holt ihn der Gärtner ein, führt ihn zurück zum Ort des Geschehens und versohlt ihm den Hintern.

## Entstehungsgeschichte

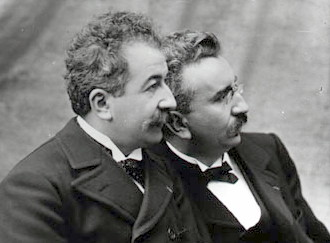
Louis (rechts) und Auguste Lumière, 1895

Louis und Auguste Lumière, die mit ihrer Société Lumière zu den führenden Produzenten fotografischer Platten zählten, hatten nach mehrmonatiger Entwicklungsarbeit am 13. Februar 1895 den Cinématographe, eine Apparatur, die als Filmkamera, Kopiermaschine und Filmprojektor eingesetzt werden konnte, zum Patent angemeldet. Sie präsentierten ihre Erfindung erstmals am 22. März 1895 in Paris vor der Société d’Encouragement à l’Industrie Nationale. Für die Vorführung hatten sie eigens den knapp einminütigen Film Arbeiter verlassen die Lumière-Werke produziert, der beim Fachpublikum für großes Aufsehen sorgte. Die Brüder Lumière traten mit ihrer Erfindung in Konkurrenz zu Thomas Alva Edison, in dessen Laboratorien bereits 1891 mit dem Kinetograph eine Filmkamera entwickelt wurde und der seit 1893 kommerziell Filme für das Kinetoskop, ein Bildbetrachtungsgerät, produzierte.
Während Edison aber seine Filme in einem eigens errichteten Filmstudio, der Black Maria, drehen ließ, bevorzugten die Brüder Lumière als passionierte Fotografen die Arbeit im Freien. Als Reaktion auf die erste erfolgreiche Präsentation des Cinématographe nahmen die Lumières im Frühjahr und Sommer 1895 weitere Filme in ihrer Heimatstadt Lyon sowie in der südfranzösischen Hafenstadt La Ciotat auf. Mit ihren gerade einmal 50 Sekunden langen Aufnahmen dokumentierten sie Szenen aus der Arbeitswelt, aber auch Alltägliches wie das Füttern eines Kleinkinds (Babys Frühstück). Die Laufzeit der Filme entsprach der maximalen Länge der Filmstreifen von 17 Metern, die in den Cinématographe eingelegt werden konnte.

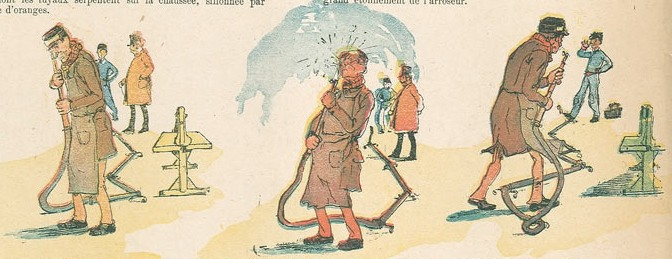
Herman Vogels Bildergeschichte L’Arroseur gilt als eine literarische Vorlage für Der begossene Gärtner (Ausschnitt)

Der im Frühjahr 1895 aufgenommene Streifen Der begossene Gärtner nimmt unter den ersten Filmen der Brüder Lumière eine Sonderstellung ein. Im Gegensatz zu den dokumentarischen Aufnahmen (die später als actualités bezeichnet wurden), wurde bei diesem Film eine Handlung sorgfältig inszeniert. Nach eigenen Angaben hatte Louis Lumière mit Der begossene Gärtner einen Streich nachgestellt, den sein jüngerer Bruder Edouard als Zehnjähriger einem Gärtner gespielt hatte. Eine ähnlich strukturierte Geschichte wurde allerdings mehrmals in Comics beschrieben. Eine populäre Bildergeschichte namens L’Arroseur wurde im Jahr 1887 von Hermann Vogel gezeichnet; ein auch visuell stark dem Film ähnelnder Comic wurde 1889 von dem französischen Zeichner Christophe (Georges Colomb) unter dem Titel Histoire sans paroles – un Arroseur public veröffentlicht.
Der begossene Gärtner wurde mit François Clerc, dem Gärtner der Familie, und Benoît Duval, einem Tischlergesellen aus der Nachbarschaft, in Szene gesetzt. Edouard Lumière trat nicht selbst vor die Kamera, da er als zu jung für diese Aufgabe erachtet wurde. Der Film wurde im Garten des lumièreschen Landhauses in Clos des Plages bei La Ciotat in einer einzigen Einstellung aufgenommen, was von den Darstellern erforderte, sich innerhalb des von der Kamera erfassten Bildfelds zu bewegen.

## Aufführungsgeschichte

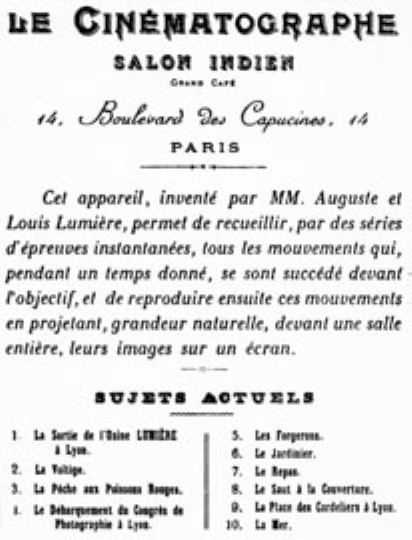
Programm der ersten Filmvorführungen im Salon Indien du Grand Café

Die erste Vorführung von Der begossene Gärtner erfolgte am 10. Juni 1895, als Louis und Auguste Lumière während eines mehrtägigen Kongresses der französischen Fotografenvereinigung in Lyon erstmals eine Auswahl ihrer Filme in einem größeren Rahmen vorstellten. In den folgenden Monaten fanden weitere private Vorführungen der Lumière-Filme für Mitglieder fotografischer und wissenschaftlicher Gesellschaften statt, darunter im November 1895 auch erstmals in Belgien. Der begossene Gärtner, damals noch unter dem Titel Le Jardinier (Der Gärtner) angekündigt, zählte bei fast allen Aufführungen zu den vorgestellten Filmen. Berichte über diese Veranstaltungen in den Fachzeitschriften erweckten ein großes Interesse an dem Cinématographe. Angesichts der zahlreichen Anfragen nach weiteren Filmvorführungen entschlossen sich die Lumières, eine erste kommerzielle Vorführung ihrer Filme vorzubereiten.
Antoine Lumière, der Vater von Louis und Auguste, mietete einen Kellerraum im Grand Café am Pariser Place de l’Opéra an und bereitete dort eine erste Präsentation vor. Die erste Vorführung fand am 28. Dezember 1895 vor Theaterbetreibern und Pressevertretern statt. Innerhalb einer Viertelstunde wurden zehn Filme vorgeführt; gemäß dem überlieferten Programm wurde Le Jardinier als sechster Film gezeigt. Insgesamt fanden sich am 28. Dezember nur 33 zahlende Kunden ein. In den folgenden Tagen stieg die Zahl der Interessenten aber kontinuierlich an, so dass im Januar 1896 bis zu 2500 Zuschauer täglich die Vorführungen besuchten. Das Eintrittsgeld betrug 1 Franc.
Parallel zu dem Cinématographe wurden in Deutschland, in den Vereinigten Staaten und in Großbritannien konkurrierende Filmprojektoren entwickelt, doch dank der technischen Überlegenheit und der professionellen Vermarktung des Cinématographe setzten sich die Lumières mit ihrem System durch und wurden innerhalb weniger Monate zu den weltweit führenden Filmproduzenten. Im Jahr 1896 wurde der Cinématographe in zahlreichen europäischen Staaten, in Nordamerika, Mexiko, Nordafrika, Indien, Japan und Australien präsentiert. Bei der ersten Vorführung des Cinématographe durch Félicien Trewey in London am 20. Februar 1896 zählte Der begossene Gärtner unter dem englischsprachigen Titel Watering the Gardener zu den gezeigten Filmen, wohingegen der Film bei der New Yorker Premiere am 29. Juni 1896 als The Gardener and the Bad Boy angekündigt wurde. Auch bei den ersten von Ludwig Stollwerck organisierten Filmvorführungen in Köln im April 1896 war Der begossene Gärtner Teil des Filmprogramms.
Die große Nachfrage nach Filmkopien sorgte dafür, dass Der begossene Gärtner bis 1897 mindestens zweimal neu aufgenommen werden musste, da sich die Originalnegative zu schnell abnutzten. In den Katalogen der Brüder Lumière wurde der Film neben dem Originaltitel Le jardinier auch als Le jardinier et le petit espiegle, Arroseur et arrosé und schließlich unter dem heute geläufigen Titel L’Arroseur arrosé geführt. Der letzte Katalog der Société Lumière erschien 1905, in diesem wurde Der begossene Gärtner als Film No. 99 aufgelistet.
Nach Ansicht des Filmhistorikers Alan Williams ist die heute in Filmarchiven und auf DVD zugängliche Version von Der begossene Gärtner nicht die 1895 aufgeführte Originalfassung, sondern eine Neuaufnahme aus dem Jahr 1896, die zuerst unter dem Titel Arroseur et arrosé vertrieben wurde. Verantwortlich für diese Aufnahme war Francis Doublier, der zu den ersten weltweit agierenden Kameraoperateuren der Société Lumière zählte. Nach neueren Untersuchungen führt dagegen das Institut Lumière die bekannte Version, in der der übermütige Junge am Ende des Films vom Gärtner geschlagen wird, als Originalversion von 1895 auf (unter der Katalognummer 99-1). Daneben verzeichnet das Institut zwei weitere Versionen, in denen auch der Junge vom Gärtner nass gespritzt wird, als Filme No. 99-2 und 99-3.

## Rezeption

### Zeitgenössische Rezeption

Anhand der Projektion von Der begossene Gärtner erklärt die Wochenzeitung L’Illustration die Funktionsweise des Cinématographe

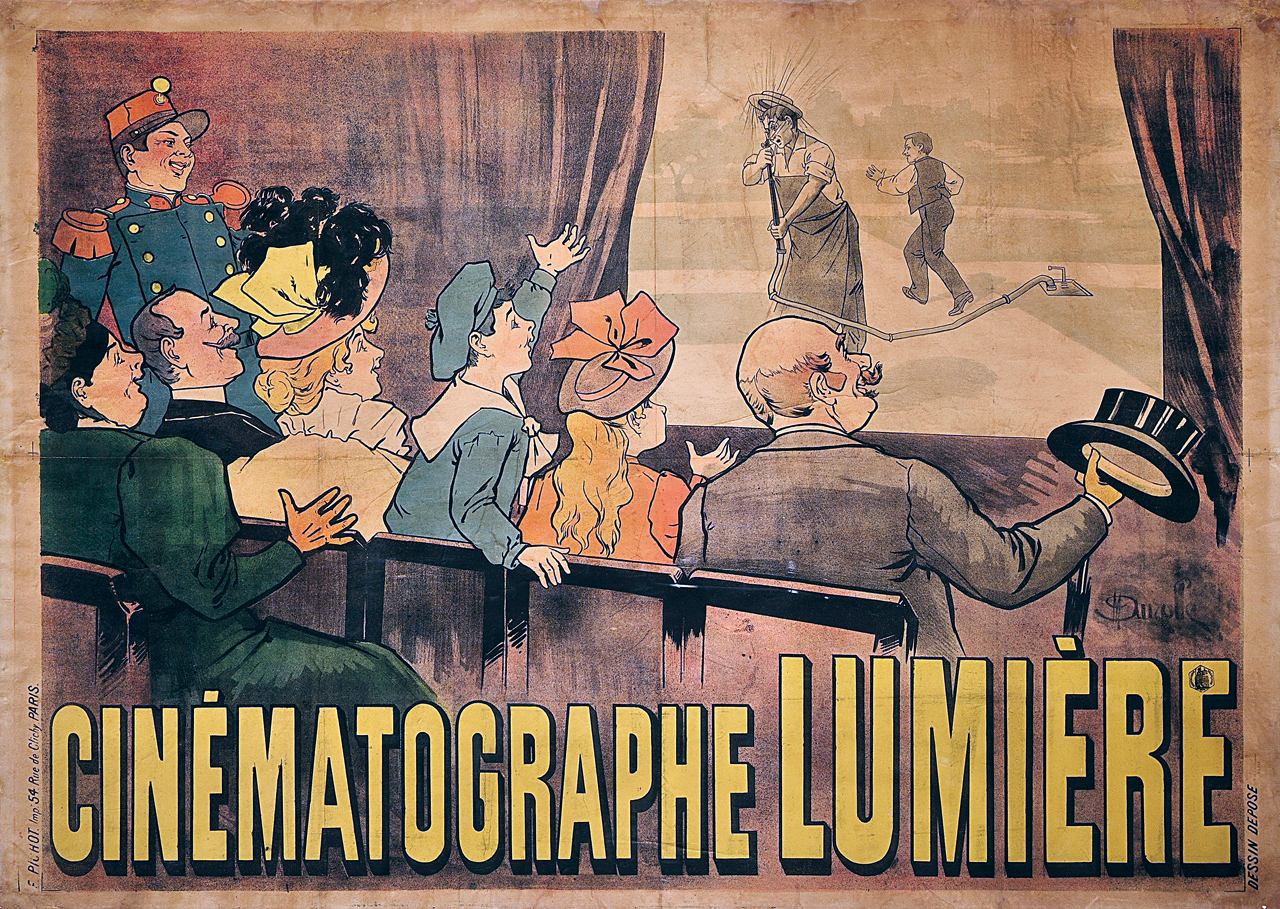
Auzolles Werbeplakat für den Cinématographe Lumière

Die frühen Filme der Brüder Lumière wurden von ihren Zeitgenossen nicht als künstlerische Werke, sondern eher als technische Neuerung wahrgenommen. Louis Lumière selbst sah seine Erfindung als ein verbessertes chronofotografisches System, entsprechend standen beim Publikum nicht die einzelnen Filme im Vordergrund, sondern das Erlebnis, bewegte Bilder in bisher unbekannter Qualität zu sehen. Die Filmhistoriker Tom Gunning und André Gaudreault prägten für diese frühe Rezeption des Mediums Film den Begriff Kino der Attraktionen. So zeigte der Pariser Journalist Henri de Parville in einem Zeitungsartikel im April 1896 größeres Interesse an Details im Bildhintergrund wie dem „Zittern der vom Wind erregten Blätter“ als an der eigentlichen Handlung der Filme, deren Motive er nur kurz auflistete.
Der russische Schriftsteller Maxim Gorki setzte sich dagegen ausführlicher mit den Filmen auseinander, die er bei einer Vorführung des Cinématographe Lumière während der Allrussischen Industrie- und Handwerksausstellung in Nischni Nowgorod im Sommer 1896 gesehen hatte. Er beschrieb seinen Besuch mit den Worten „Gestern war ich im Königreich der Schatten“. Gorki empfand die Schwarzweißbilder als verstörend und deprimierend. Er zeigte sich zugleich fasziniert und schockiert von der fotografischen Wirklichkeitstreue des Films Der begossene Gärtner, dessen Handlung er ausführlich beschrieb und schließlich feststellte: „Der Zuschauer glaubt, dass auch er im nächsten Augenblick vollgespritzt werde, und fährt unwillkürlich zurück.“
Gorkis Zeitungsartikel ist einer der wenigen zeitgenössischen Berichte, die näher auf den Film Der begossene Gärtner eingehen. Trotzdem nahm dieser Film bereits früh eine herausragende Stellung in der Rezeption des Cinématographe ein, das Bild des nass gespritzten Gärtners besaß einen hohen Wiedererkennungswert. So erklärte die französische Wochenzeitung L’Illustration im Mai 1896 die Funktionsweise eines Filmprojektors anhand einer Aufführung von Der begossene Gärtner. Ebenfalls 1896 zeichnete der Grafiker Marcellin Auzolle ein Werbeplakat für die Société Lumière, das ein lachendes Publikum während einer Aufführung von Der begossene Gärtner zeigt. Diese Grafik gilt als das erste Filmplakat, das einen individuellen Film darstellt, auch wenn in diesem Fall der Cinématographe Lumière beworben wurde.

### Einfluss auf andere Filmemacher
Die hohe Popularität von Der begossene Gärtner führte dazu, dass zahlreiche Nachahmungen und Neuverfilmungen entstanden, die wiederum die Bekanntheit des Filmstoffes steigen ließen. Alle bedeutenden Filmproduzenten der späten 1890er Jahre griffen das Thema des nass gespritzten Gärtners auf und schufen ihre eigene Kopie als Plagiat; die Filmjournalisten Maurice Bardeché und Robert Brasillach hatten bereits 1935 in ihrer Histoire du cinéma festgestellt, dass die Filmpioniere alle im Grunde genommen die gleichen Filme gemacht hatten. Die Filmhistorikerin Jane M. Gaines listete 2006 mehr als zehn Versionen von Der begossene Gärtner auf, die zwischen 1895 und 1898 in den Vereinigten Staaten, im Vereinigten Königreich und in Frankreich entstanden sind.
Der begossene Gärtner war der erste Film der Lumière-Brüder, den Edison kopieren ließ; vermutlich wurde schon eine Neuverfilmung mit Edisons Vitascope-Projektor gezeigt, noch bevor der Cinématographe erstmals in den Vereinigten Staaten vorgestellt wurde. Eine weitere Version von Der begossene Gärtner entstand 1896 in den Vereinigten Staaten durch J. Stuart Blackton. Im Vereinigten Königreich sind Kopien von George Albert Smith (Gardener with Hose, or the Mischievous Boy, 1896), Birt Acres (A Surrey Garden, 1896) sowie Bamforth & Company (The Biter Bit, 1899) belegt.
In Frankreich drehten sowohl Georges Méliès als auch Alice Guy zu Beginn ihrer Karriere Kopien von Der begossene Gärtner. Beide waren schon früh mit den Filmen der Brüder Lumière vertraut; Méliès zählte zu den 33 Besuchern der ersten Filmvorführung im Salon Indien, Alice Guy war bei der allerersten Vorführung des Cinématographe am 22. März 1895 zugegen. Guy drehte für Gaumont eine Reihe von Nachverfilmungen der lumièreschen Werke, darunter Anfang 1898 auch L’Arroseur arrosé. Méliès’ L’Arroseur von 1896 war seine sechste Regiearbeit, er griff darüber hinaus das Thema in dem 1903 veröffentlichten Film Un malheur n’arrive jamais seul auf, der nach Ansicht des Filmhistorikers Richard Abel wie eine Hommage auf den Lumière-Film wirkt. Auch der deutsche Filmpionier Oskar Messter vertrieb mit dem Film Fabrik-Ausgang eine eigene Version von Der begossene Gärtner, in der er den Komödienstoff mit Arbeiter verlassen die Lumière-Werke  verknüpfte.
Neben den verschiedenen Imitaten stand Der begossene Gärtner Pate für eine Vielzahl von Filmen, die ähnlich inszenierte Streiche zeigten. Die Handlungen glichen sich größtenteils in ihrer Grundstruktur, entsprachen aber den Erwartungen des Publikums. Die Art und Weise, wie der Streich zustande kam, war wichtiger als der eigentliche Gag. Nach Ansicht des Filmhistorikers Tom Gunning entwickelte sich eine eigene Gattung der mischief-gag-Filme, die zwischen 1896 und 1905 zu den wichtigsten Filmgenres zählte. Vor allem in den Vereinigten Staaten entstanden zahlreiche kurze Filmkomödien, in denen Lausbuben die Hauptrolle spielten. Titel wie Biographs The Bad Boy and the Poor Old Grandpa von 1897 oder Edisons The Terrible Kids von 1906 prägten das Bild der „bösen Buben“, das sich ab 1910 auch im Western-Genre wiederfand.
Das Motiv des sich selbst mit dem Gartenschlauch nass spritzenden Gärtners blieb auch in den folgenden Jahrzehnten in der Filmkomödie präsent. Biographs und Vitagraphs Komödien der frühen 1910er Jahre unterschieden sich in ihrer Handlung kaum von den Werken der frühen Filmgeschichte. Mack Sennett, dessen Karriere bei Biograph begonnen hatte, entwickelte als Leiter der Keystone Studios aus diesen einfachen Komödien überaus erfolgreiche Slapstickfilme mit den Keystone Kops und Stars wie Mabel Normand und Charles Chaplin. Für den Filmtheoretiker Gerald Mast sind die Tortenschlachten der Keystone-Komödien eine direkte Weiterentwicklung des Gags aus Der begossene Gärtner. Chaplin konnte sich allerdings 1914 nicht bei Normand und Sennett mit der Idee durchsetzen, in die Handlung des Kurzfilms Mabel at the Wheel den Gartenschlauch-Gag einzubauen.
Eine moderne Neuverfilmung von Der begossene Gärtner schuf der britische Filmemacher Malcolm Le Grice 1974 mit dem experimentellen Kurzfilm After Lumière – L’Arroseur arrosé. Weitere Reverenzen zu Der begossene Gärtner finden sich unter anderem in François Truffauts Kurzfilm Die Unverschämten, in David Lynchs Thriller Blue Velvet sowie in der Episode Der Videobeichtstuhl in der Zeichentrickserie Die Simpsons.

## Filmhistorische Bewertung

### Einordnung als Genrefilm
Auch wenn Louis und Auguste Lumière keineswegs als Erfinder des Films oder Kinos betrachtet werden können, ist ihr Beitrag zur Etablierung des Mediums Film in der Filmwissenschaft unbestritten. Für den Filmhistoriker David A. Cook markierte der Cinématographe den „Höhepunkt der Vorgeschichte des Kinos“. Der begossene Gärtner gilt als „Geburtsstunde des Spiel-Films“ und kann – so Siegfried Kracauer – als „Keimzelle und Urbild aller späteren Filmlustspiele“ betrachtet werden. Zwar gab es bereits vorher Filme mit komischen Inhalten, so den 1894 von William K. L. Dickson für Edison gedrehten Streifen Fred Ott’s Sneeze, doch wiesen diese Filme keine Handlung auf. Für die Filmwissenschaftlerin Corinna Müller erfüllt Der begossene Gärtner dagegen den „Tatbestand einer filmischen ‚Narration‘“.
Die Filmhistorikerin Lisa Trahair beschrieb drei Komponenten in Der begossene Gärtner, die den Stil der Filmkomödie in den folgenden Jahren bestimmten: eine narrative Struktur, ein Gag und ein Mechanismus zum Auslösen des Gags (hier der Gartenschlauch). In Anlehnung an den Philologen Wladimir Propp definierte Noël Burch die Elemente Beginn, Fortführung und Abschluss der Handlung als minimale Anforderungen an einen narrativen Film; diese seien bei Der begossene Gärtner erfüllt. Wegen des Fehlens einer Montage könne aber nach Ansicht von Roger Odin nur von einer extrinsischen narrativen Struktur gesprochen werden. Der Romanist Hans-Jürgen Lüsebrink sieht dagegen in Der begossene Gärtner die ersten „episch-narrativen“ Strukturen, die den frühen französischen Film und dessen Verhältnis zur Literatur kennzeichnen. Aufgrund der Inspiration des Films durch die Bildergeschichten von Vogel und Colomb wird Der begossene Gärtner auch als die erste Literatur- und Comicverfilmung der Geschichte betrachtet.
Neben der Inszenierung des visuellen Gags gelang mit Der begossene Gärtner die Einführung der Suspense als dramatisches Mittel im Film. Zwar handelt es sich bei dem Film nicht um einen Hitchcock-Thriller, doch wird Spannung dadurch erzeugt, dass der Zuschauer einen Wissensvorsprung gegenüber dem ahnungslosen Gärtner besitzt. Die Spannung entlädt sich schließlich in dem komischen Moment des Films. Louis Lumière folgte durch die Wahl der Totalen als Einstellungsgröße der ersten Regel der Suspense: „Teile dem Zuschauer alle Fakten mit“.
Spannung ergibt sich auch aus der Frage, ob der Gärtner den Lausbuben erwischen kann. Damit enthält Der begossene Gärtner ein Element der chase films, der gefilmten Verfolgungsjagden, die sich zwischen 1904 und 1907 zu einem der populärsten Genres des frühen Kinos entwickelten. Für den Filmwissenschaftler Thomas Elsaesser ergibt sich ein weiteres Spannungsmoment aus der Frage, ob die Handlung innerhalb der Filmlänge, die durch das Filmmaterial vorgegeben war, abgeschlossen werden kann. Dadurch besaßen die frühen Lumière-Filme eine durch das klassische Erzählkino vertraute „Countdown-Struktur“.

### Stilistische Bewertung
Da Der begossene Gärtner einen klar erkennbaren fiktionalen Inhalt besitzt, wurde der Streifen von Filmhistorikern wie Siegfried Kracauer als „nicht charakteristisch“ für das Werk der Brüder Lumière angesehen. In der Bewertung des Werkes hat allerdings seit den 1970er Jahren ein Wandel eingesetzt, der nach Ansicht von Thomas Elsaesser einer „Neuinterpretation“ der Lumière-Filme gleichkommt. Die Lumières gelten nicht mehr ausschließlich als Schöpfer nicht-narrativer, dokumentarischer Filme, sondern werden in der sogenannten „Neuen Filmgeschichte“ als Schöpfer „realistischer Illusionen“ betrachtet. Nicht nur in Der begossene Gärtner, sondern auch in den Ansichten und Aktualitätenfilmen wurde die Filmkamera so platziert, dass „dank einer Reihe sorgsam getroffener Entscheidungen eine logische Erzählstruktur“ vermittelt werden konnte. Der Inszenierung der Handlung in Der begossene Gärtner entsprach die sorgsame Inszenierung der Wirklichkeit in dokumentarischen Ansichten wie Arbeiter verlassen die Lumière-Werke.
Da die frühen Filme der Société Lumière im Tableau-Stil ohne Kameraschwenk gedreht wurden, musste das zur Verfügung stehende Bildfeld optimal ausgenutzt werden. Bei Der begossene Gärtner ist die  Mise-en-scène (Bildgestaltung, Bildkomposition) besonders gut durchdacht. Mit der genau ausgearbeiteten Choreografie der Zick-Zack-Bewegungen der Figuren im Film gelang es Louis Lumière, den Rahmen der technischen Möglichkeiten zu erkunden. Die Beschränkung des Bildrahmens wird vor allem dadurch augenscheinlich, dass der Gärtner den Jungen ins Bild zerren muss, um ihn zu züchtigen. Gemäß Thomas Elsaesser kann man bei Der begossene Gärtner von einem doppelten Rahmen sprechen: es gibt einen zeitlichen Rahmen, innerhalb dessen die Handlung stattfinden muss, und einen räumlichen Rahmen, über den hinweg die Handlung nicht stattfinden darf.
In der Auseinandersetzung mit der Begrenzung des Bildrahmens inszenieren die Brüder Lumière einen „selbstreflexiven Blick“. Dabei wurden die Vorgaben einer zentrierten Bildkomposition bewusst missachtet, so ist der Gärtner zu Beginn in der linken Bildhälfte zu sehen. Trotzdem besitzt Der begossene Gärtner – wie auch viele andere Filme der Lumière-Brüder – eine Symmetrie in der Handlung; vor allem in den späteren Versionen des Films zeigt sich eine „Spiegelung“, in der der Gärtner den Jungen nicht mehr schlägt, sondern ebenfalls nass spritzt. Das Motiv der Spiegelung und Umkehr wird bereits im Originaltitel Arroseur arrosé (sinngemäße Übersetzung: Der begossene Begießer) angedeutet. Symmetrisch ist auch der bildliche Rahmen, in dem die Handlung eingebettet ist. Das letzte Bild entspricht genau dem Beginn des Films, die Ordnung ist für den Gärtner wiederhergestellt.